# Grand Prix automobile de Marseille 1952
 (octobre 2016).
Si vous disposez d'ouvrages ou d'articles de référence ou si vous connaissez des sites web de qualité traitant du thème abordé ici, merci de compléter l'article en donnant les références utiles à sa vérifiabilité et en les liant à la section « Notes et références ».
Le Grand Prix automobile de Marseille 1952 (X Grand Prix de Marseille) est un Grand Prix qui s'est tenu le 27 avril 1952 dans le parc Borély à Marseille. La course consiste à parcourir la plus grande distance en trois heures et le pilote italien Alberto Ascari s'impose en réalisant 134 tours de circuit.
L'épreuve est la deuxième manche des Grands Prix de France, le championnat de France de Formule 2, et les cinq premières voitures marquent des points pour le classement général de cette compétition.

## Classement de la course
| Pos. | Pilote                    | Écurie         | Châssis           | Tours | Temps/Abandon     |
| ---- | ------------------------- | -------------- | ----------------- | ----- | ----------------- |
| 1    | Alberto Ascari            | Ferrari        | Ferrari 500       | 134   | 3 h 0 min 0 s 0   |
| 2    | Robert Manzon Prince Bira | Équipe Gordini | Simca Gordini T15 | 129   |                   |
| 3    | Johnny Claes              | Écurie Belge   | Simca Gordini T15 | 127   |                   |
| 4    | Emmanuel de Graffenried   | Scuderia Platé | Maserati 4CLT/48  | 124   |                   |
| 5    | Élie Bayol                | Privé          | OSCA MT4          | 123   |                   |
| 6    | Jean Behra                | Équipe Gordini | Simca Gordini T15 | 111   |                   |
| 7    | Giuseppe Farina           | Ferrari        | Ferrari 500       | 111   |                   |
| 8    | Peter Collins             | HW Motors Ltd  | HWM 52            | 99    |                   |
| 9    | Hans Stuck                | Privé          | AFM 50 M4         | 96    |                   |
| Abd. | Lance Macklin             | HW Motors Ltd  | HWM 52            | 60    | Réservoir         |
| Abd. | Louis Rosier              | Écurie Rosier  | Ferrari 500       | 59    | Graissage         |
| Abd. | Maurice Trintignant       | Écurie Rosier  | Ferrari 166 F2    | 48    | Graissage         |
| Abd. | Franco Cortese            | Scuderia Platé | Maserati 4CLT/48  | 32    | Graissage         |
| Abd. | Peter Whitehead           | Privé          | Alta F2           | 30    | Durite            |
| Abd. | Robert Manzon             | Équipe Gordini | Gordini T16       | 25    | Boîte de vitesses |
| Abd. | Luigi Villoresi           | Ferrari        | Ferrari 500       | 9     | Moteur            |
| Abd. | Yves Giraud-Cabantous     | HW Motors Ltd  | HWM 52            | 3     | Pompe à huile     |
| Abd. | Eugène Martin             | Privé          |                   | 0     | ?                 |
| Np.  | Harry Schell              | Scuderia Platé | Maserati 4CLT/48  | -     | -                 |
| Np.  | Louis Chiron              | Scuderia Platé | Maserati 4CLT/48  | -     | -                 |